# Onderkaakspeekselklier
De onderkaakspeekselklier, onderkaaksklier of glandula submandibularis is een exocriene klier die speeksel produceert en naar de mondholte afscheidt. De beide onderkaakspeekselklieren bevinden zich in de mondbodem.
In de onderkaakspeekselklier kan zich een speekselsteen ontwikkelen.
darmwandklier · lever · maagwandklier · melkklier · ovaria · pancreas · speekselklieren · talgklier · traanklier · testes · zweetklier